# 李·羅斯 (演員)
李·羅斯（Lee Ross，1971年—）是英國的一位演員。 他最著名的作品是在BBC肥皂劇東區人中飾演Owen Turner角色。